# گمینا واگوو (استان لوبوسکی)
گمینا واگوو (استان لوبوسکی) (به لهستانی:  Gmina Łagów) یک گمینا در لهستان است که در شهرستان شویبوجن واقع شده‌ است. گمینا واگوو ۱۹۹٫۱۹ کیلومتر مربع مساحت و ۵٬۱۳۵ نفر جمعیت دارد.